# Neobohaiornis

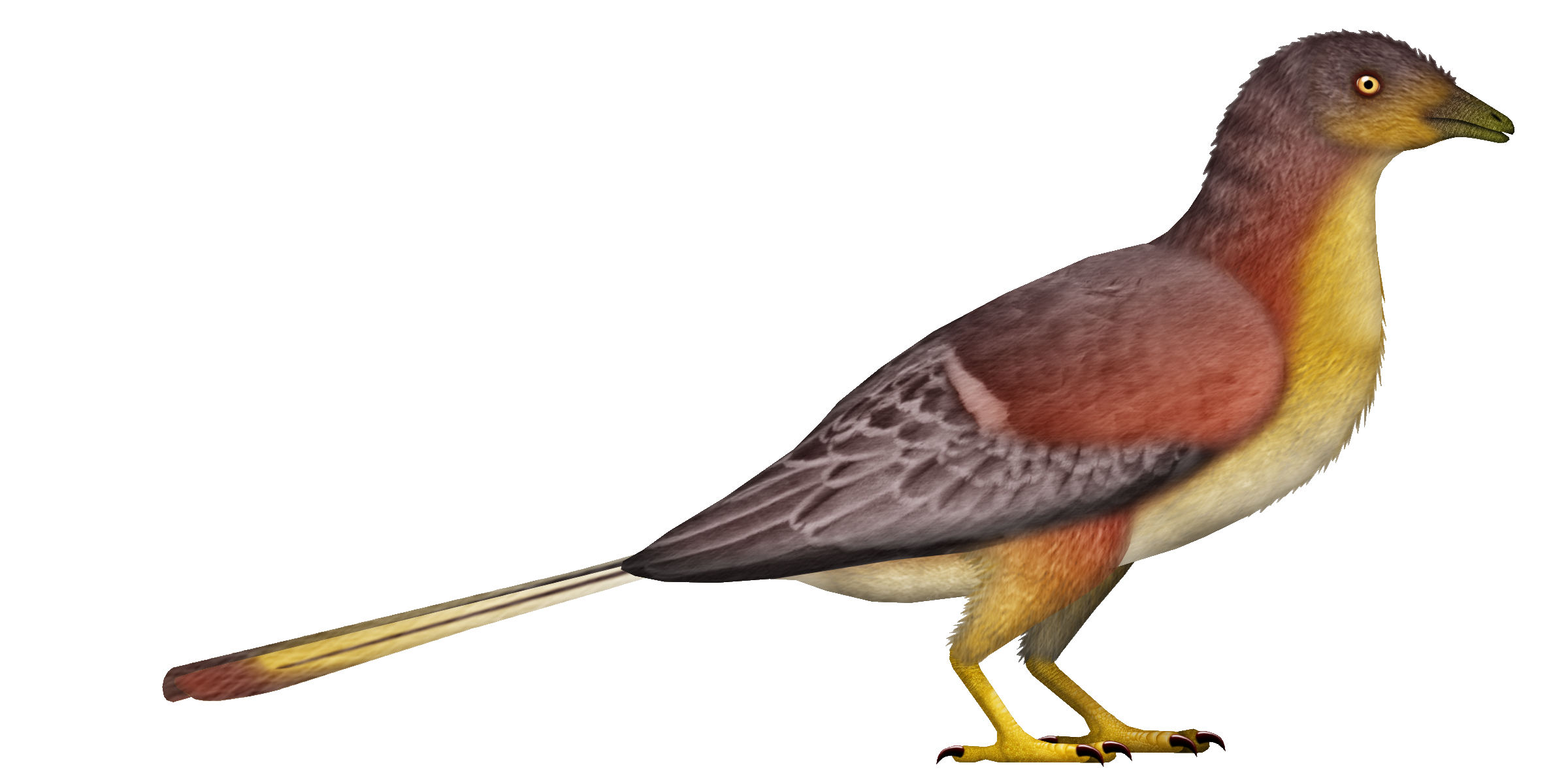
Neobohaiornis lamadongensis

Neobohaiornis lamadongensis is een vogel, behorend tot de Enantiornithes, die tijdens het vroege Krijt leefde in het gebied van het huidige China.

## Vondst en naamgeving
Het Museum of Hebei GEO University verwierf een vogelfossiel gevonden bij de stad Lamadong buiten Jianchang in het westen van Liaoning.

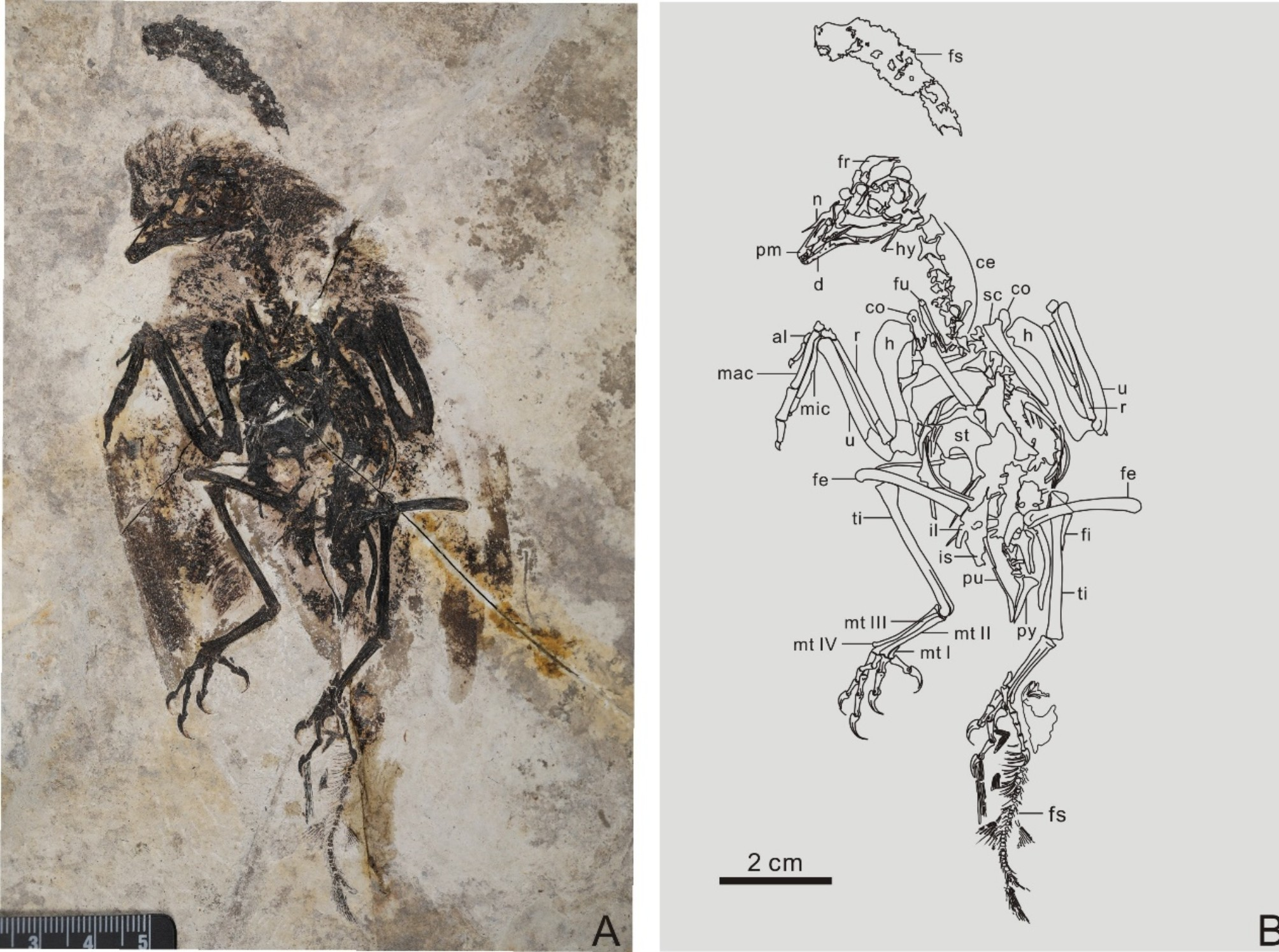
Het holotype en een diagram

In 2024 werd de typesoort Neobohaiornis lamadongensis benoemd en beschreven door Shen Caizhi, Alexander D. Clark, Fang Hui, Chen Shaokun, Jiang Hongxia, Ji Qiang en Jingmai Kathleen O’Connor. De geslachtsnaam verbindt het Grieks νέος, neos, "nieuw" met een verwijzing naar de Bohaiornithidae om aan te geven dat de bouw afgeleid (vernieuwd) was ten op zichte van die groep. De soortaanduiding verwijst naar de herkomst bij Lamadong.
Het holotype, MHGU-0288, is gevonden in een laag van de Jiufotangformatie die dateert uit het Aptien, ongeveer 119 miljoen jaar oud. Het bestaat uit een vrijwel compleet en in verband liggend skelet, platgedrukt op een enkele plaat. Uitgebreide resten van het verenkleed zijn bewaard gebleven. Het betreft een jongvolwassen dier dat wellicht nog niet volgroeid was. Naast de vogel toont de plaat de skeletten van twee kleine vissen.

## Beschrijving

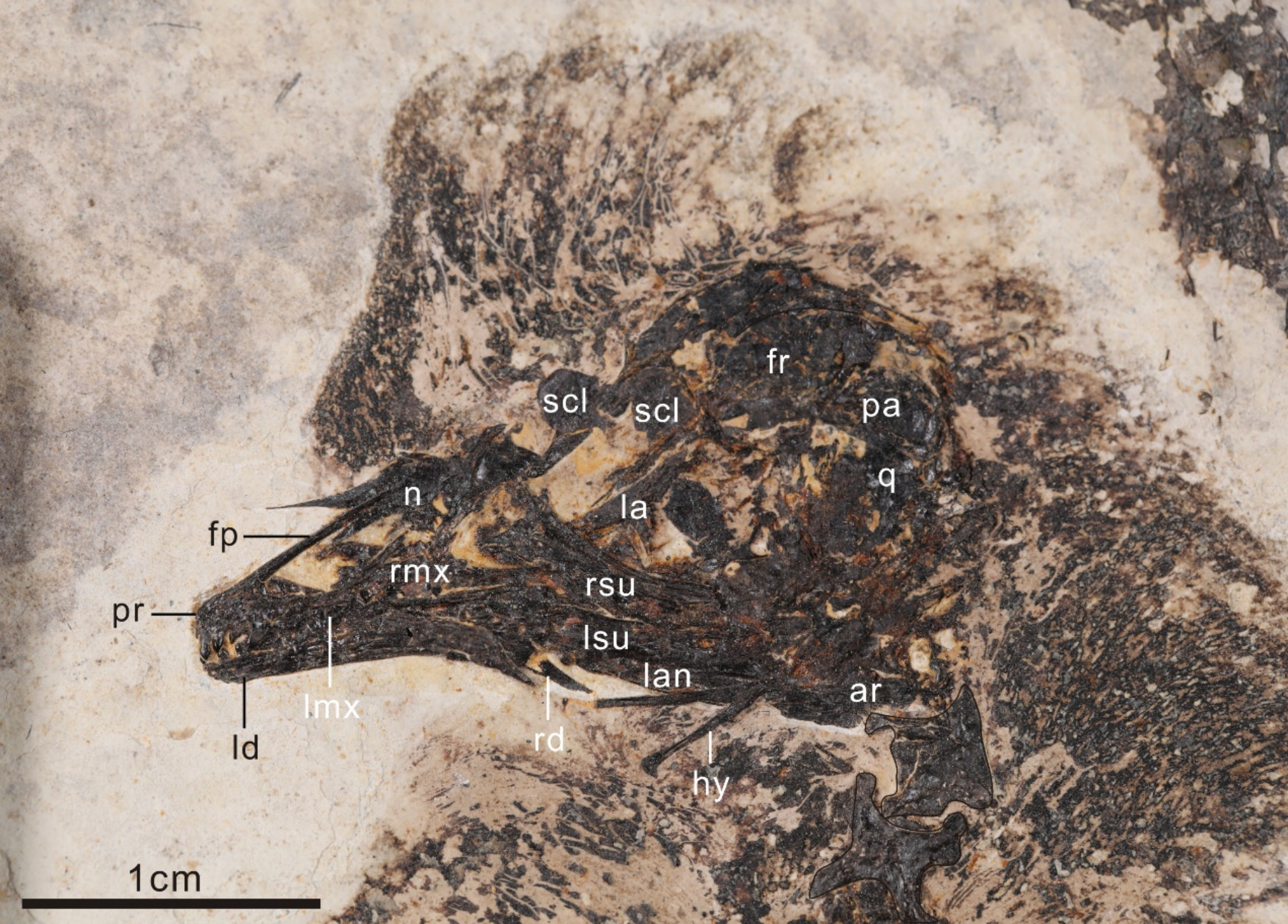
De kop

### Grootte
Neobohaiornis is een kleine vogel met een spanwijdte van rond de twintig centimeter en een geschat gewicht van zevenenveertig tot vijfenvijftig gram. Hij was daarmee in 2024 de kleinste bekende bohaiornithide.

### Onderscheidende kenmerken
De beschrijvers stelden een unieke combinatie van op zich meestal niet unieke kenmerken vast. De ceratobranchialia zijn aan de voorste uiteinden driehoekig verbreed (een mogelijke autapomorfie). De takken van het vorkbeen zijn recht en maken een hoek van 50˚ met elkaar. Bij het borstbeen zijn de tussenliggende buitenste uitsteeksels robuust en naar binnen gekromd. De eerste vinger eindigt ver binnen het uiteinde van het tweede middenhandsbeen. Het eerste kootje van de tweede vinger is verbreed. Het voorlaatste kootje van de tweede vinger is relatief kort en robuust. De klauwen van de eerste en tweede vinger zijn gereduceerd. De gevorkte voorste takken van het pygostyle van de staart zijn sterk ontwikkeld. Het kan, afgaande op de lengte van de afdruk van het heiligbeen, zijn dat er negen sacrale wervels zijn in plaats van de gebruikelijke zeven maar de twee mogelijke extra wervels zijn als zodanig niet bewaard.

### Skelet
De praemaxilla draagt minstens drie tanden. Het bovenkaaksbeen draagt minstens vier tanden. Het traanbeen heeft een rechte bovenrand en een even lange voorste als achterste tak. Het dentarium draagt minstens vijf tanden. Het borstbeen heeft voorste buitenste takken maar die zijn zwak ontwikkeld. De ellepijp is even lang als het opperarmbeen maar het spaakbeen is duidelijk korter. De handklauwen zijn klein. Het dijbeen is kort ten opzichte van het onderbeen, met 81% van de lengte.

### Verenkleed
Uit het verenkleed werd afgeleid dat de snuit niet bevederd was. De schijnbare kuif op de kop zou een tafonomisch artefact zijn: de veren lagen dus normaal plat. De slagpennen van de vleugel zijn afgerond en tweemaal zo lang als het vijfentwintig millimeter lange opperarmbeen, wat duidt op brede vleugels. Op de pygostyle staan twee verlengde staartveren.

## Fylogenie
Neobohaiornis is in de Bohaiornithidae geplaatst, in een basale positie zoals getoond in het volgende kladogram.
|  | Gretcheniao |
|  |             |
|  | Junornis    |
|  |             |

|  | Longusunguis                                                  |
|  |                                                               |
|  | \| \| Parabohaiornis \| \| \| \| \| \| Bohaiornis \| \| \| \| |
|  |                                                               |
|  | Parabohaiornis                                                |
|  |                                                               |
|  | Bohaiornis                                                    |
|  |                                                               |

|  | Parabohaiornis |
|  |                |
|  | Bohaiornis     |
|  |                |

|  | Gretcheniao |
|  |             |
|  | Junornis    |
|  |             |

|  | Longusunguis                                                  |
|  |                                                               |
|  | \| \| Parabohaiornis \| \| \| \| \| \| Bohaiornis \| \| \| \| |
|  |                                                               |
|  | Parabohaiornis                                                |
|  |                                                               |
|  | Bohaiornis                                                    |
|  |                                                               |

|  | Parabohaiornis |
|  |                |
|  | Bohaiornis     |
|  |                |